# Монтажная единица

Типовые размеры в юнитах

Монтажная единица (ю́нит, от англ. unit) — единица измерения высоты специального оборудования в рамках стандарта 19-дюймовых стоек —
телекоммуникационного, серверного, сетевого, оборудования систем управления и промышленной автоматизации, оборудования центров обработки данных, профессионального музыкального оборудования, размещаемого в специальных стойках или шкафах, имеющих стандартную систему конструкций для крепежа такого оборудования. Обозначения — U, RU (от англ. rack unit), RMU (от англ. rack-mount unit).
Равен 44,45 мм (или 1,75 дюйма). Крепёжные отверстия (например, в стандартной 19-дюймовой стойке) на несущих конструкциях располагаются так, что при монтаже горизонтально, без зазоров крепится лишь оборудование, имеющее высоту в целое число «юнитов».
Обычно устанавливаемое в стойку оборудование имеет высоту передней части на 1/32 дюйма (0,031" ≈ 0,8 мм) меньше, чем определено единицей 1U. Поэтому высота 1U оборудования, устанавливаемого в стойку, составляет 1,719 дюймов (43,7 мм), а не 1,75 дюймов (44,4 мм). Таким образом, высота 2U оборудования составляет 3,469 дюймов (88,1 мм) вместо 3,5 дюймов (88,9 мм). Этот зазор позволяет выделить немного места выше и ниже установленного в стойку оборудования, что позволяет извлечь или установить оборудование в отсек без обязательного извлечения соседнего (сверху и снизу) оборудования.
Для планирования размещения оборудования в стойках необходимо знать его высоту в монтажных единицах. Обычно эта высота указывается среди основных характеристик оборудования. Например, так: «корпус стоечный, 2U».
При оказании провайдером услуги колокации цена за размещение обычно пропорциональна высоте оборудования клиента, то есть указывается цена за одну монтажную единицу.